# フレーム意味論
フレーム意味論（フレームいみろん、frame semantics）は、言語学者のチャールズ・フィルモアの提唱した、言語分析のための枠組みである。

## 基礎編
フィルモア自身の格文法を発展させた意味論であり、世界に関する百科事典的知識との結びつきで、語や文に意味を与えるものであることが特徴として挙げられる。
フレーム意味論の基本的な考え方は、ある語の理解にはその語と関連する世界知識へのアクセスが不可欠であるということである。例えば「買う」という語を理解するには、「〈売り手〉が〈買い手〉の提供する〈商品〉を同意した〈金銭〉と引き換えに交換する」という商取引についての背景知識が必須になる。この背景知識はフレームと呼ばれ、フレームを用いることによって言語を用いることで「何が理解されるのか」という情報を記述することができる。
Fillmore (1977, 1982) や Fillmore and Atkins (1992) は英語の { buy, sell, charge, pay } という語に対して、商取引フレームに含まれる様々な役割（〈　〉で括った要素）をどのように言語化するのかに違いがあることを論じている。この要素はフレーム要素(frame element)と呼ばれ、この実現の傾向は以下の表のようにまとめられる。表の( ) は当該のフレーム要素が統語的に必須の要素ではないことを示し、[ ] は当該の会話文脈においてその対象が会話の参与者によって同定可能であるような「定」照応においてのみ省略が可能であることを示す。このパターンごとに例文を挙げると1から7のようになる。
|        | <Buyer>        | <Seller>       | <Goods>    | <Money>    | 例文番号 |
| ------ | -------------- | -------------- | ---------- | ---------- | -------- |
| BUY    | 主語           | (from)         | 直接目的語 | (for)      | 1        |
| SELL   | (to)           | 主語           | 直接目的語 | (for)      | 2        |
| CHARGE | （間接目的語） | 主語           | (for)      | 直接目的語 | 3        |
| SPEND  | 主語           | NULL           | for/on     | 直接目的語 | 4        |
| PAY1   | 主語           | ［間接目的語］ | [for]      | 直接目的語 | 5        |
| PAY2   | 主語           | (to)           | for        | 直接目的語 | 6        |
| COST   | （間接目的語） | NULL           | 主語       | 直接目的語 | 7        |

1. Alice bought the bicycle from Bill for $500.
2. Bill sold the bicycle to Alice for $500.
3. Bill charged (Alice) $500 for the bicycle.
4. Alice spent $500 {for, on} the bicycle.
5. Alice paid Bill $500 for the bicycle.
6. Alice paid $500 to Bill for the bicycle.
7. The bicycle costed (Alice) $500.

日本語の例を用いても同様の分析を行うことができる。例えば「太郎が車を買う」という文であれば、「太郎」が〈買い手〉、「車」が〈商品〉であるという分析がされるが、「太郎が車を売る」という文であれば、「太郎」が〈売り手〉、「車」が〈商品〉であるという分析がされる。このような分析によって、「買う」や「売る」といった動詞が商取引という共通のフレームを喚起しながらも、異なる要素に対して焦点を当てるという違いを持つことを明示的に記述することができる。
語はそれが指示する（あるいはフレーム意味論の用語で「際立たせる (highlight)」）特定の概念に関係する意味的知識のフレームを喚起する。ある意味フレームは、関連する概念から成る一貫した構造であり、その一部の知識を欠くとそのフレームに属する概念について完全に理解することができないようなものと定義される。この意味でフレームはゲシュタルトの一種である。フレームは反復される経験に基づいている。つまり、商取引フレームは商取引を繰り返し経験することによって成立している。
語は単に個別の概念を際立たせるだけでなく、それをフレームの中でどの視点から見るかをも特定する。例えば「売る」というのは商取引を売り手の視点から、「買う」というのは買い手の視点から見たものである。同じように「岸」を意味していても、coast は陸からの視点、shore は海からの視点で用いる。フィルモアによれば、語彙関係における多くの非対称性がこれによって説明される。

## 発展編
フレーム意味論の記述の対象は、当初は語彙項目に限られていたが、現在は construction やもっと大きな言語単位に拡張され、その意味論的基盤として en:Construction grammar（構文文法）と融合しつつある。
「フレーム」は、知識表現の手法の一つの「フレーム」から来ている（ en:Frame (artificial intelligence) ）。また、ロナルド・ラネカーの認知文法におけるプロファイリングの概念と類似している。